# Libero Traversa
Libero Traversa (Milano, 1930 – Milano, 28 aprile 2019) è stato un partigiano, antifascista e politico italiano, noto col nome di battaglia di Aiace.

## Biografia
Nato nel 1930, partecipò alla Liberazione di Milano. Nel 1944, a 14 anni, studente dell'Istituto per Geometri Cattaneo di Milano, insieme ad altri, entrò nel  XXIII Distaccamento della Gioventù d'Azione della Brigata Giustizia e Libertà. Nel dopoguerra, si iscrisse al Partito Comunista Italiano, ricoprendo diversi incarichi, quali giornalista della Voce Comunista, fu addetto stampa della Camera del Lavoro e il consigliere provinciale.
Nel 1998 fu tra i fondatori del Partito dei Comunisti Italiani, nato dalla scissione di Rifondazione Comunista. Nel 2007 Traversa ricevette l’Ambrogino d'oro dal Comune di Milano in quanto “partigiano, protagonista della Resistenza e per aver partecipato alla Liberazione di Milano”.
Fu membro del Comitato Nazionale dell’ANPI e di quello della provincia di Milano.
Traversa è morto nel 2019, tre giorni dopo aver partecipato alla manifestazione del 25 aprile. Fu cremato, e le sue ceneri tumulate in una celletta al Cimitero maggiore di Milano; il suo nome viene inscritto al Famedio di Milano, nel Cimitero Monumentale.